# Синият дворец
Синият дворец (на черногорски: Plavi dvorac) е представителна сграда в Цетине, историческата и културна столица на Черна гора, официална резиденция на президента на Черна гора.

## История
Дворецът е издигнат по заповед на княз Никола I за престолонаследника Данило II Александър, който живее тук със съпругата си Милица Вукотич до 1916 г.
Строителството е извършено през 1894 – 1895 г. по проект на италианския архитект Камило Бойто от италиански и черногорски майстори на архитектурата в стил късния ампир и е декорирана от водещи черногорски художници. Интериорът на двореца има представителен характер. В коридора, който свързва главния вход и задния вход към градините, има мраморно стълбище под формата на буква "U". На всеки етаж има по 6 стаи, от които общо 3 бани. В двореца има 4 камини. През 1895 г. територията към сградата разположена между двата градски парка е оградена с висока ограда от метални решетки. Направено е тенис игрище и басейн. Оформена е и градина с алеи, цветни лехи и малка гора. През 1910 г. дворецът е електрифициран и е добавена винарска изба.
По времето на Социалистическа федеративна република Югославия сградата на двореца е използвана като изложбена галерия и място за биеналета. След реставрацията в периода 2006 – 2008 г., направена с помощта на норвежкото правителство, и оформяне на представителни помещения, от 2010 г. дворецът официално е резиденция на държавния глава.